# Инициатива за стратегическа отбрана
Инициатива за стратегическа отбрана (на английски: Strategic Defense Initiative) е дългосрочна програма, обявена от президента на САЩ Роналд Рейгън на 23 март 1983 г.
Основната ѝ цел е чрез научноизследователски и конструкторски разработки да се разработи мащабна система за Противоракетна отбрана (ПРО) с елементи на космическо базиране, която да предотвратява или ограничава възможното поразяване на наземни и морски цели от Космоса. Системата е предвидена да прихваща съветски ракети по време на Студената война. Програмата изглежда толкова невероятна като цели и методи за постигането им, че средствата за масова информация я кръщават „Звездни войни“, по името на известната фантастична космическа опера „Междузвездни войни“ на режисьора Джордж Лукас.
Крайната цел на проекта е завоюване на господство в Космоса, създаване на противоракетен щит за САЩ, който да покрива надеждно цялата територия на Северна Америка чрез разполагането на няколко ешелона ударни космически оръжия, способни да прихващат и унищожават балистични ракети и техните бойни глави по време на всички стадии на полета.
Основните елементи на такава система е трябвало да се разположат в Космоса на околоземна орбита. За поразяването на голям брой цели (при евентуално нападение достигащи до няколко хиляди) за няколко минути се е предвиждало използването на активни оръжия, базиращи се на нови физически принципи, в това число лъчеви, електромагнитни, кинетични, СВЧ, лазерни, а също така и ново поколение ракети. Необходима е разработката и на специални спътници и мощни компютри за контрол и управление.
Освен необходимостта от решение на ред сложни и скъпи научно-технически проблеми, които водят до практическа невъзможност за създаване на системата, възниква и обществено-психологически фактор от съвършено нов вид – присъствието на мощно, всевиждащо оръжие в Космоса. Съвкупността от тези причини, заедно с края на Студената война стои в основата на отказа от продължаване на работите по програмата както е била замислена първоначално.
Същевременно, с поемането на управлението от републиканската администрация на Джордж Буш е възобновена работата по създаване на система за противоракетна отбрана на САЩ – ПРО.
|  | Тази страница частично или изцяло представлява превод на страницата „Стратегическая оборонная инициатива“ в Уикипедия на руски. Оригиналният текст, както и този превод, са защитени от Лиценза „Криейтив Комънс – Признание – Споделяне на споделеното“, а за съдържание, създадено преди юни 2009 година – от Лиценза за свободна документация на ГНУ. Прегледайте историята на редакциите на оригиналната страница, както и на преводната страница, за да видите списъка на съавторите. ВАЖНО: Този шаблон се отнася единствено до авторските права върху съдържанието на статията. Добавянето му не отменя изискването да се посочват конкретни източници на твърденията, които да бъдат благонадеждни. |